# لويس لونغستاف
لويس لونغستاف (بالإنجليزية: Luis Longstaff)‏ هو لاعب كرة قدم بريطاني في مركز الوسط، ولد في 24 فبراير 2001 في دارلينغتون في المملكة المتحدة. لعب مع نادي ليفربول.

## وصلات خارجية
- لويس لونغستاف على موقع الاتحاد الأوربي (الإنجليزية)
- لويس لونغستاف على موقع قاعدة بيانات كرة القدم.إي يو (الإنجليزية)
- لويس لونغستاف على موقع Soccerbase.com (لاعب) (الإنجليزية)
- لويس لونغستاف على موقع Soccerway.com (الإنجليزية)
- لويس لونغستاف على موقع عالم كرة القدم.نت (الإنجليزية)